# OGLE-TR-10
OGLE-TR-10 là một ngôi sao với cấp sao biển kiến là 16 trong chòm sao Nhân Mã. Nó nằm gần Trung tâm Thiên hà.

## Hệ hành tinh
Ngôi sao này là quê hương của OGLE-TR-10b, một hành tinh quá cảnh được tìm thấy trong cuộc khảo sát Thí nghiệm thấu kính hấp dẫn quang học (OGLE) năm 2002.
| Thiên thể đồng hành (thứ tự từ ngôi sao ra) | Khối lượng    | Bán trục lớn (AU) | Chu kỳ quỹ đạo (ngày) | Độ lệch tâm | Độ nghiêng | Bán kính |
| ------------------------------------------- | ------------- | ----------------- | --------------------- | ----------- | ---------- | -------- |
| b                                           | 0.63 ±0.14 MJ | 0.04162 ±0.00004  | 3.10129 ±0.00001      | 0           | —          | —        |